# Bodmin
Bodmin (korn. Bosvenegh) – miasto i civil parish w środkowej Kornwalii w Wielkiej Brytanii, w dystrykcie (unitary authority) Kornwalia. Leży 32,3 km od miasta Truro, 70,5 km od miasta Penzance i 346,1 km od Londynu. Dzięki utworzonej strefie ekonomicznej o nazwie Walker Lines Industrial Estate jest sporym zapleczem gospodarczym dla mieszkańców środkowej Kornwalii. W 2001 roku miasto liczyło 12 778 mieszkańców. W 2011 roku civil parish liczyła 14 736 mieszkańców.
Bodmin było niegdyś głównym miastem administracyjnym Kornwalii. Miasto posiada swoje wydanie magazynu The Cornish Guardian. Bodmin leży na szlaku turystycznym Camel Trail. Bodmin jest wspomniana w Domesday Book (1086) jako Bodmine.

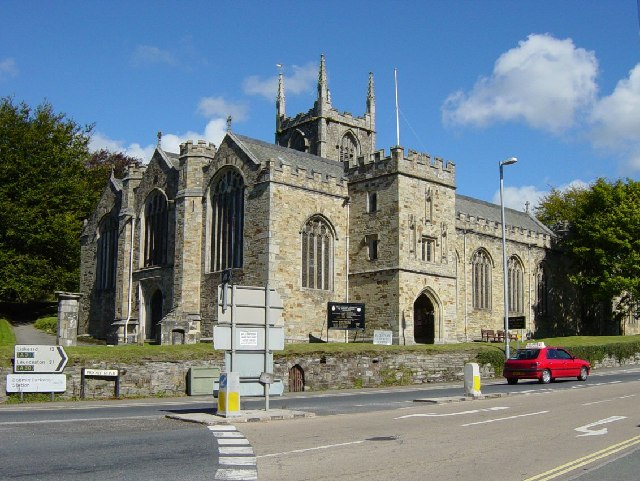
Kościół św. Petroca